# Chaetabraeus durandi
Chaetabraeus durandi är en skalbaggsart som först beskrevs av Thérond 1967.  Chaetabraeus durandi ingår i släktet Chaetabraeus och familjen stumpbaggar. Inga underarter finns listade i Catalogue of Life.